# Liste des camps satellites de Mittelbau
La liste des camps annexes de Dora-Mittelbau recense les éléments du complexe concentrationnaire de Dora-Mittelbau. Le KZ Mittelbau n'est à l'origine que le sous-camp du bloc 17/3 de Buchenwald, mais fin septembre 1944, l'administration SS ordonne que le camp devienne le centre d'un complexe séparé du camp de concentration de Buchenwald. Le KZ Mittelbau devient opérationnel le 1er novembre 1944 avec 32 471 prisonniers.

## Liste des camps
1. Alfred[2]
2. Artern[2]
3. Ballenstedt[2]
4. Blankenbourg
5. Dora[2]
6. Ellrich[2]
7. Großwerther
8. Harzungen[2]
9. Hohlstedt[2]
10. Ilfield [2]
11. Ilsenburg[2]
12. Kelbra[2]
13. Kleinbodungen
14. Langenstein-Zwieberge
15. Niedersachswerfen
16. Nordhausen (Boelcke-Kaserne)[2]
17. Osterode am Harz[2]
18. Rossla
19. Rottleberode
20. Salza/Thüringen
21. Sangerhausen
22. Sollstedt
23. Wieda
24. Woffleben